# Homotoksykologia
Ten artykuł opisuje teorie, metody lub czynności niezgodne ze współczesną wiedzą medyczną.
Homotoksykologia – pseudonauka, która traktuje wszystkie choroby jako ściśle ukierunkowane procesy obronne przeciwko szkodliwym substancjom (homotoksynom).
Jej twórcą jest niemiecki lekarz Hans-Heinrich Reckeweg. Według jego założeń wszystkie objawy choroby są następstwem działań obronnych ustroju skierowanych na eliminację homotoksyn – substancji toksycznych. Wszystkie procesy i objawy, które nazywamy chorobami mają rzekomo być wyrazem biologicznych celowych procesów organizmu – jego walki z toksynami, w celu „odtrucia” – unieszkodliwienia i wydalenia. Procesy chorobowe według niego mają mieć na celu oczyszczenie, odtrucie organizmu z nagromadzonych homotoksyn. Środki stosowane w homotoksykologii są preparatami homeopatycznymi, zwanymi inaczej antyhomotoksycznymi.
Mimo że wykonano znaczną liczbę badań skuteczności ‪homotoksykologi‬i, metaanalizy (analizy metodologiczne obejmujące reprezentatywną liczbę konkretnych doświadczeń) tych badań wskazały z jednej strony liczne błędy metodologiczne, a z drugiej – brak przekonujących dowodów na skuteczność badanej metody.